# Промислові стандарти Японії

Позначка JIS від 1 жовтня 2005. Набере чинності з 1 жовтня 2008.

Стара позначка JIS, що використовується до 30 вересня 2008).

Промислові стандарти Японії (яп. 日本工業規格, にほんこうぎょうきかく, ніхон коґьо кікаку; англ. Japanese Industrial Standards (JIS)) — різновид державних стандартів Японії, промислові стандарти, що встановлюються відповідними міністрами Кабінету міністрів Японії на основі доповіді Комітету промислових стандартів Японії згідно з Законом про промислову стандартизацію. Часто називаються скорочено — JIS або стандарти JIS.

## Історія
У традиційній Японії стандарти продукції визначали приватні об'єднання, переважно ремісничо-промислові корпорації дза, однак на хвилі модернізації та шляху побудови національної держави, центральна влада Японії поступово стала перебрати їхні прерогативи на себе.
З кінця 19 століття, з постанням Японської імперії, держава стала повністю визначати стандарти у військовій сфері. У 1921 році її зусиллями в країні постала перша офіційна організація — Комітет стандартизації та уніфікації промислових товарів, який до 1941 року затвердив 520 стандартів. Ці стандарти отримали назву старих японських технологічних стандартів (旧JES) . Під час Другої світової війни цей комітет переглянув і встановив 931 тимчасові стандарти, метою яких було збереження ефективності продукції при зниженні її якості. Така політика була результатом дефіциту сировини та ресурсів в Японії під час конфлікту.
Після війни питаннями стандартизації займався Комітет промислових стандартів, створений в лютому 1946 року. Він переглянув старі і тимчасові довоєнні стандарти і на їх основі затвердив 2 102 нових.
1 червня 1946 року в Японії було прийнято Закон про промислову стандартизацію, який набув чинності з 1 липня того ж року. Комітет промислових стандартів було ліквідовано, а замість нього постав Комітет промислових стандартів Японії. 31 жовтня 1949 року він прийняв перший промисловий стандарт Японії — JIS C 0901 про запобігання вибухів електронних приладів, які використовуються в шахтах.
У 2004 році були внесені зміни до Закону про промислову стандартизацію.

## Класифікація та нумерація JIS
Стандарти називаються на зразок «JIS X 0208:1997». Х визначає галузь стандарту, чотири або п'ять чисел вказують його номер, який часто корелюються зі стандартами ISO, та рік затвердження.
Класифікація основних стандартів JIS наступна:
| Код | • Галузь                                | • Галузь             |
| --- | --------------------------------------- | -------------------- |
| A | Цивільна інженерія та архітектура       | 土木及び建築         |
| B | Машинобудівна промисловість             | 一般機械             |
| C | Електроприлади та електронні технології | 電子機器及び電気機械 |
| D | Автомобілебудування                     | 自動車               |
| E | Залізничні технології                   | 鉄道                 |
| F | Кораблебудування                        | 船舶                 |
| G | Металургія                              | 鉄鋼                 |
| H | Металургія кольорових металів           | 非鉄金属             |
| K | Хімічна промисловість                   | 化学                 |
| L | Текстильна промисловість                | 繊維                 |
| M | Гірництво                               | 鉱山                 |
| P | паперова промисловість                  | パルプ及び紙         |
| Q | Система управління                      | 管理システム         |
| R | Гончарство                              | 窯業                 |
| S | Побутові товари                         | 日用品               |
| T | Медичне обладнання та прилади безпеки   | 医療安全用具         |
| W | Авіаційна промисловість                 | 航空                 |
| X | Інформаційне процесування               | 情報処理             |
| - JIS X 0213:2004 — Кодований і розширений набір семи та восьмибітних двохбайтових ієрогліфів для інформаційного обміну. - JIS X 4063:2000 — Формули конвертування англійських літер у знаки кани для систем конверсії знаків кани у ієрогліфи |                                         |                      |
| Z-1 | Пакування                               | 包装                 |
| Z-2 | Радіаційна промисловість                | 放射線               |
| Z-3 | Зварювання                              | 溶接                 |
| Z-4 | Утилізація                              | リサイクルその他     |